# Économie de la Guinée

Évolution du PIB par habitant en Guinée

L'économie de la Guinée est restée très fragile et dépendante de la bauxite et de l'agriculture, malgré ses importantes ressources potentielles.
La Guinée est un pays qui possède les plus grandes réserves mondiales de bauxite et les plus grandes réserves inexploitées de minerai de fer à haute teneur, ainsi que de l'or et des diamants. En outre, la Guinée a un sol fertile, de fortes précipitations et est la source de plusieurs fleuves ouest-africains, y compris le fleuve Sénégal, le fleuve Niger et le fleuve Gambie. Le potentiel hydroélectrique de la Guinée est énorme et le pays pourrait être un grand exportateur d'électricité. Le pays a également un énorme potentiel agricole. L'or, la bauxite et les diamants sont les principales exportations de la Guinée. Les investisseurs internationaux ont manifesté de l'intérêt pour les réserves minières inexploitées de la Guinée, qui pourraient propulser la croissance future de la Guinée.

## Histoire
Le PIB a progressé régulièrement entre 1965 et 1980, avec un taux de croissance de 3,5 %, pour descendre à 0,9 % entre 1980 et 1986, et redémarrer avec un taux de 4,1 % par an entre 1987 et 1990. Le taux de croissance en 2012 est de 3,9 %.
Après la mort du président Lansana Conté en 2008 et le coup d'État qui a suivi, les donateurs internationaux, dont le G8, le FMI et la Banque mondiale, ont considérablement restreint leurs programmes de développement en Guinée. Cependant, le FMI a approuvé un accord de facilité élargie de crédit de 3 ans en 2012, à la suite des élections présidentielles de décembre 2010. En septembre 2012, la Guinée a atteint le statut de point d'achèvement pour les pays pauvres très endettés. L'accès futur à l'aide et à l'investissement internationaux dépendra de la capacité du gouvernement à être transparent, à lutter contre la corruption, à réformer son système bancaire, à améliorer son environnement commercial et à construire des infrastructures. En avril 2013, le gouvernement a modifié son code minier afin de réduire les impôts et les redevances. En 2014, la Guinée a également respecté les exigences de l'Initiative pour la transparence dans les industries extractives en publiant ses contrats miniers et a été jugée conforme. La Guinée a achevé son programme avec le FMI en octobre 2016, même si certaines réformes ciblées ont été retardées. Actuellement, la Guinée négocie un nouveau programme du FMI qui s'appuiera sur le nouveau plan économique quinquennal de la Guinée, axé sur le développement de produits à plus forte valeur ajoutée, notamment dans le secteur agro-alimentaire et le développement de l'économie rurale.
Les plus grandes menaces pesant sur l'économie guinéenne sont l'instabilité politique, et la faiblesse des prix internationaux des produits de base. La reprise économique sera un long processus tandis que le gouvernement s'ajustera à la baisse des apports d'aide internationale des bailleurs de fonds à la suite de l'augmentation du soutien d'urgence lié à Ebola. Ebola a bloqué la croissance économique prometteuse au cours de la période 2014-2015 et a entravé plusieurs projets, comme l'exploration pétrolière en mer et le projet de minerai de fer de Simandou. L'économie a toutefois progressé de 6.6 % en 2016, principalement en raison de la croissance de l'extraction de bauxite et de la production d'énergie ainsi que la résilience du secteur agricole. L'économie devrait croître de 6,7 % en 2017. Le barrage Kaleta de 240 mégawatts, inauguré en septembre 2015, a élargi l'accès à l'électricité pour les habitants de Conakry et également le barrage de Souapiti d'une capacité de 450 mégawatts est en construction pour une mise en service au dernier trimestre de 2019 qui selon les autorités mettra fin au déficit énergétique du pays mais aussi d’exporter de l’énergie dans la sous région. Un héritage durable de corruption, d'inefficacité et de manque de transparence gouvernementale, associé aux craintes du virus Ebola, continuent de compromettre la viabilité économique de la Guinée.
En septembre 2017 le gouvernement guinéen a annoncé un contrat avec la chine à hauteur de 20 milliards de $ sur les 20 prochaines années pour permettre au pays  de financer ses infrastructures contre l’exploitation des mines par des entreprises chinoises.
L'industrie guinéenne du minerai de fer a connu un ralentissement causé par la chute des prix. En 2016 Rio Tinto s’est désengagé  du pharaonique projet de la mine de fer de Simandou qui nécessitait un investissement à hauteur de 20 milliards de dollars, en cédant la totalité de ses parts à l’entreprise chinoise Chinalco. En 2017, la production agricole et les investissements publics stimuleront la croissance économique, tandis que le secteur minier continuera de jouer un rôle de premier plan dans la performance économique.
Les gouvernements successifs n'ont pas réussi à résoudre l'effondrement de l'infrastructure du pays. La Guinée souffre de pénuries d'électricité chroniques; mauvaises routes, voies ferrées et ponts; et un manque d'accès à l'eau potable - qui continuent à peser sur le développement économique. Le gouvernement précédent, dirigé par le président Alpha Condé, s'efforce de créer un environnement favorable à l'investissement étranger et espère une plus grande participation des pays occidentaux et des entreprises dans le développement économique de la Guinée.
Depuis le 5 septembre 2021, le pays est dirigé par le colonel Mamady Doumbouya , ancien membre de la Légion étrangère de l'armée française

## Secteur économique

### Agriculture

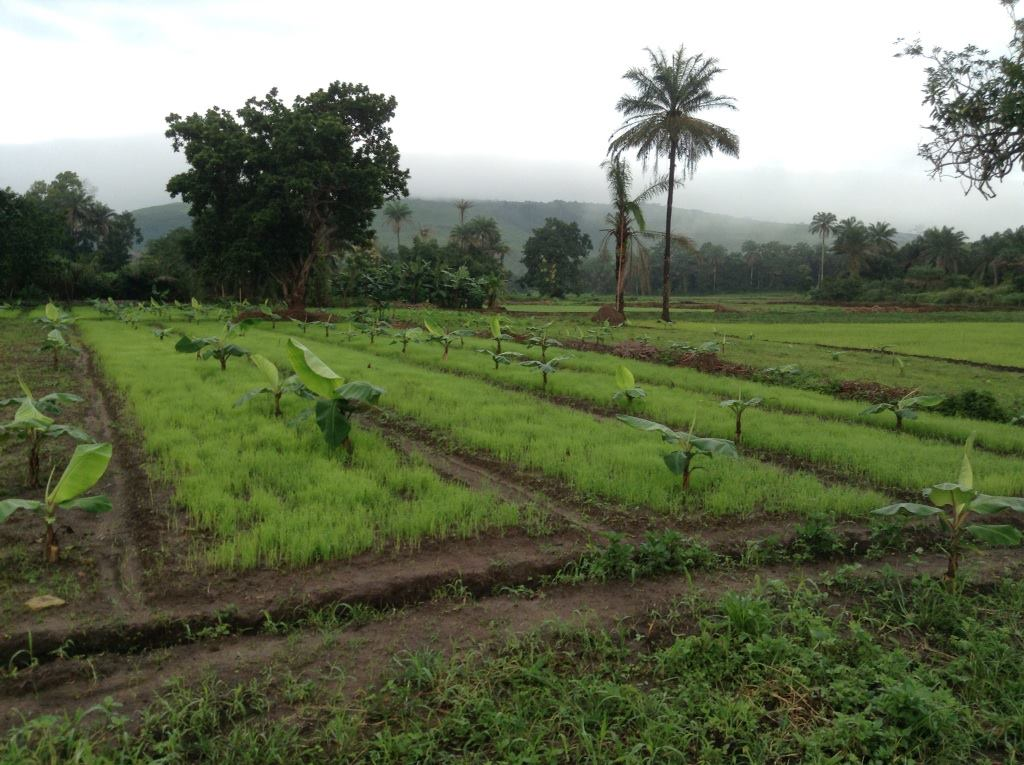
Plantation de riz et de bananiers.

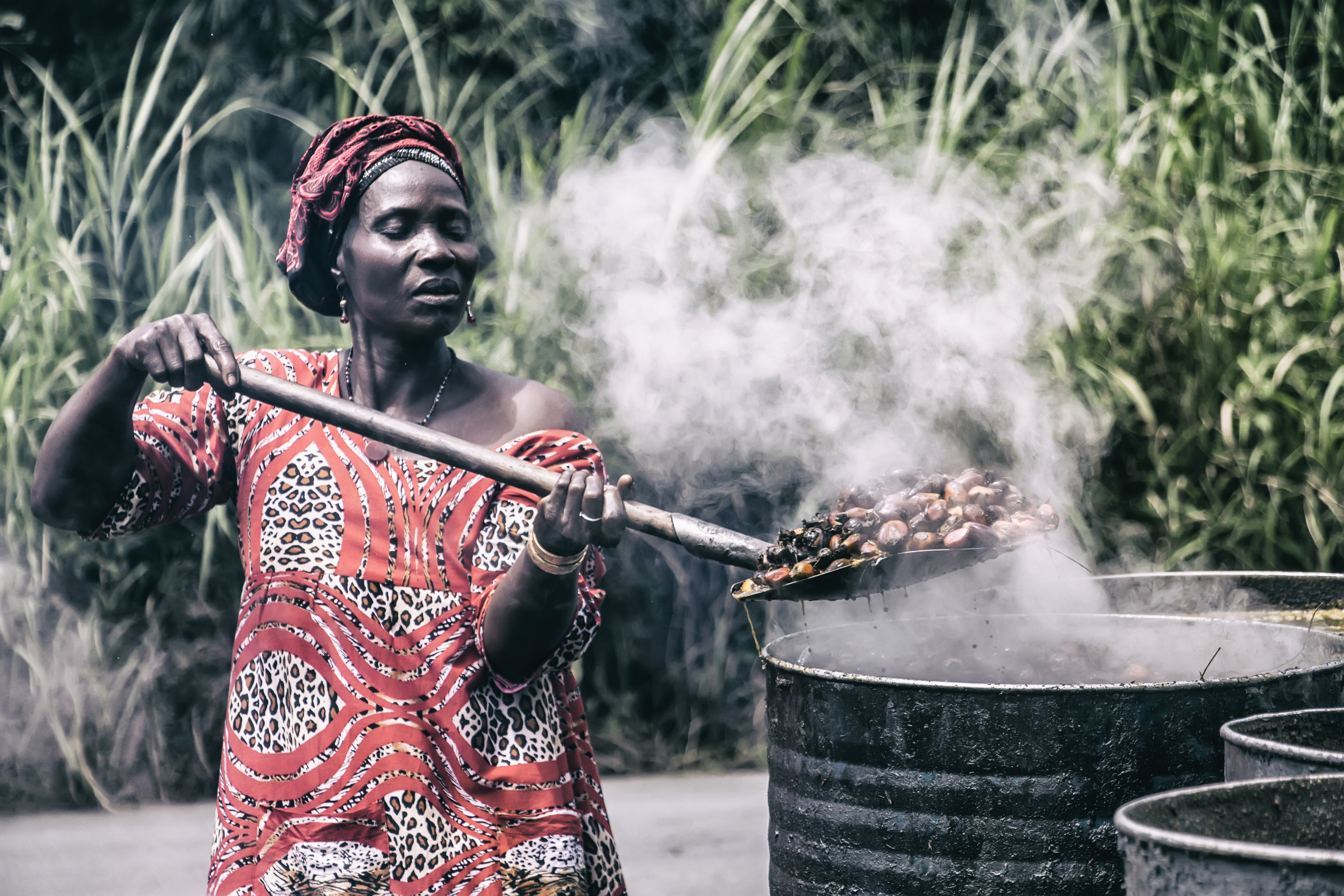
Fabrication artisanale de l'huile de palme.

La majorité des Guinéens travaillent dans le secteur agricole, mais l'agriculture et la sylviculture ne représentaient que 22 % du PIB en 1998.
Le mil et le fonio sont les principales cultures de la Haute-Guinée, tandis que l'on produit de l'arachide dans la région de Koundara. Le riz est cultivé dans les zones inondées en bordure de rivière et de fleuve, mais la production locale est insuffisante et le pays importe du riz asiatique. Les cultures vivrières traditionnelles comme celle du manioc restent largement pratiquées autour des habitations.
Ainsi en 1998, la production de riz s'élevait à 700 000 tonnes, celle du manioc à 745 000 t, les bananes plantains à 430 000 t, les patates douces à 135 000 tonnes, le fonio à 118 000 t et le maïs à 81 000 t. La même année, en termes de cultures commerciales la production de graines de palme s'élevait à 790 000 tonnes, d'agrumes à 230 000 t, de bananes à 150 000 t, d'arachides à 146 000 t, de mangues à 85 000 t et d'ananas à 72 000 t.
En 1997, la production de bois élevait à 170 000 m3. Le cheptel était estimé à 2,3 millions de bovins, 820 000 caprins, 670 000 ovins. En 1996, la pêche s'élevait à 69 000 t.

### Secteur minier

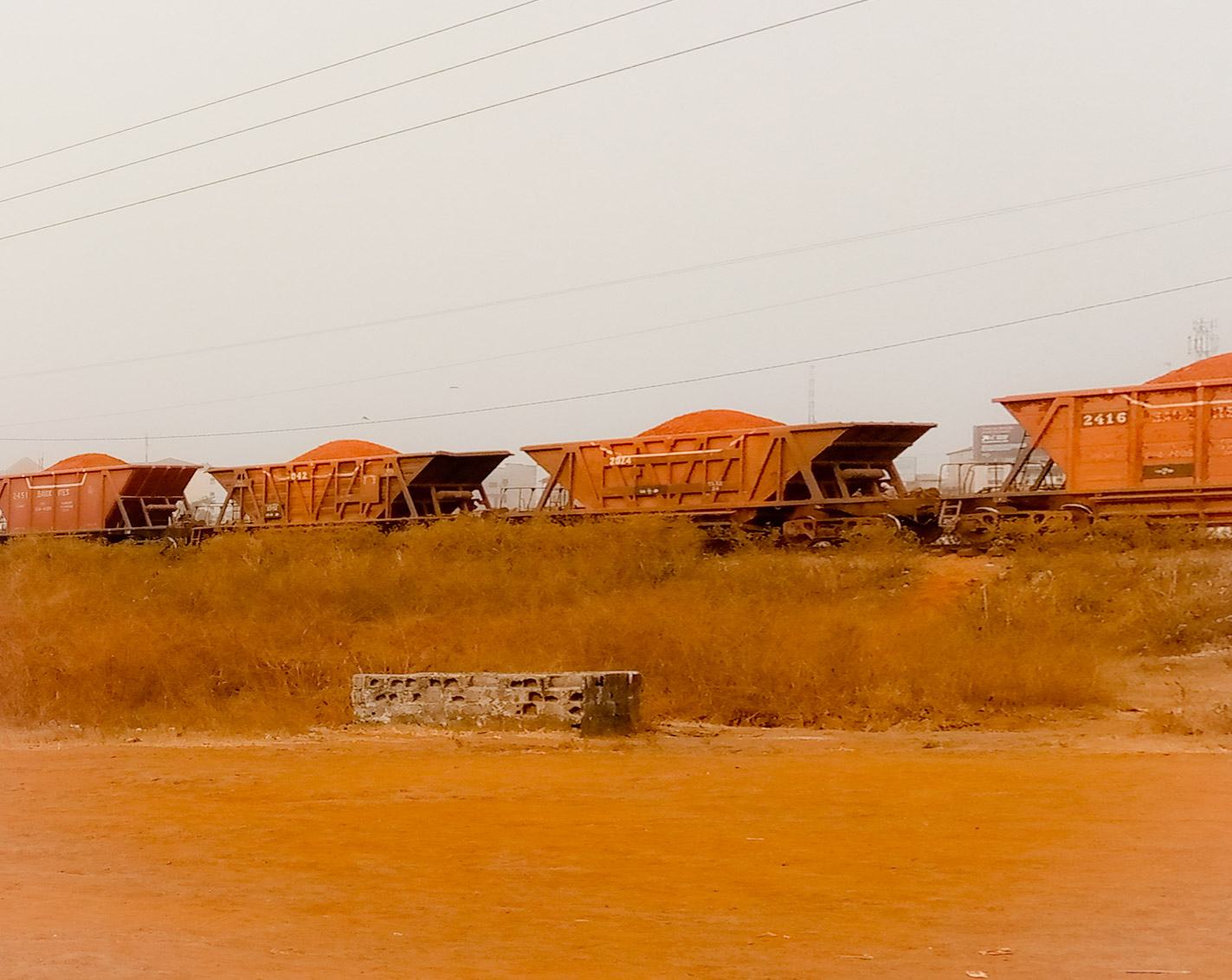
Wagons du train de la Compagnie de bauxite de Kindia (CBK).

La Guinée dispose d'importantes ressources minières dont les principales sont la bauxite (1/3 des réserves mondiales et une production de 88 millions de tonnes en 2020 qui la place au 2e rang mondial), l'or avec une production de 9,9 tonnes en 1997, le diamant exploité depuis 1936 destiné essentiellement à un usage industriel, le fer, le pétrole et l'uranium, les phosphates et le manganèse. Le secteur des mines et de l'industrie, représentait 35 % du PIB en 1998.
Le projet minier de Simandou (Mont Nimba), sur l’axe Beyla-Nzérékoré, en Guinée forestière (sud-est, frontière ivoirienne et libérienne), lancé en 2012, mené par Rio Tinto, Chinalco et IFC, et supposé capable d'amorcer le développement régional et national, semble gelé au premier semestre 2016,,.
En 2022, le secteur minier représente 15 % du PIB du pays.

### Secteur industriel non minier
En dehors du secteur minier, les principales industries de la Guinée sont les industries agroalimentaires, les industries textiles, l'industrie du bois, la fabrication d'alumine (448 000 t en 1997) et la cimenterie.

### Énergie

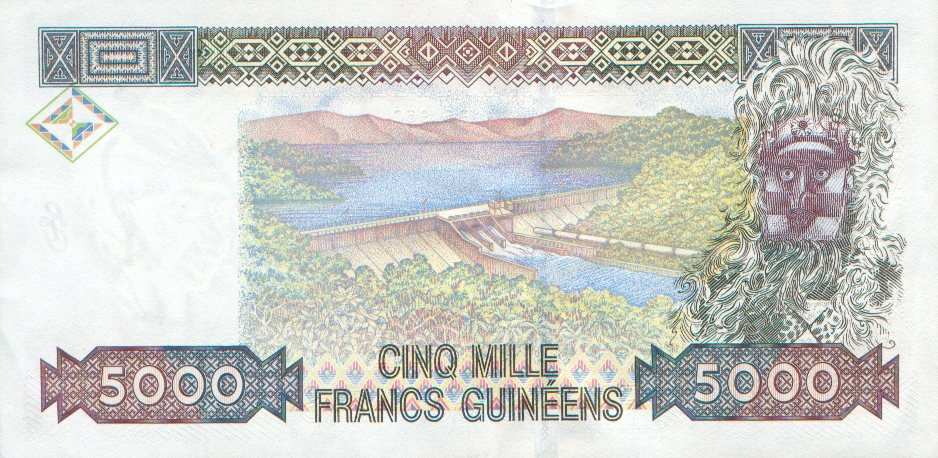
un barrage comme symbole d'avenir

La Guinée est dépendante sur le plan énergétique, important la totalité de sa consommation d'hydrocarbures. L'exploitation de gisements au large des côtes est à l'étude.
Le potentiel en production hydro-électrique est considérable en raison du relief et de la pluviométrie. Les premiers barrages ne suffisent pas à alimenter Conakry en totalité. D’importants projets hydroélectriques sont en train de voir le jour avec le barrage de Kaleta (240MW) inauguré en 2015, le barrage de Souapiti (450MW) qui en construction et qui sera livré en 2020. Mais il y a également le barrage d’Amaria (300MW) qui sera opérationnel en 2022.

### Tourisme
Le pays accueille très peu de touristes étrangers, et ce malgré une grande diversité de paysages et de centres d'intérêt potentiels. Le pays a accueilli 99 000 en 1998 qui ont rapporté 6 millions de $.

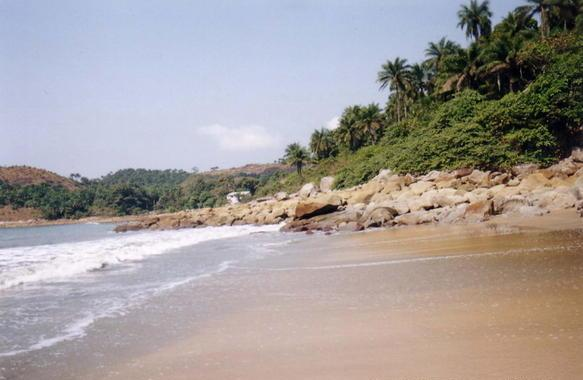
Plage du Gouverneur (Îles de Loos)
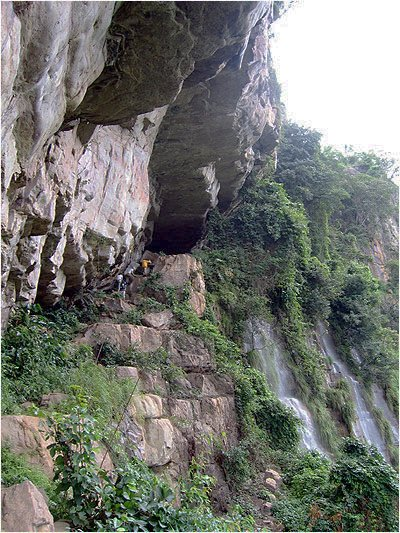
Cascade dans le Fouta
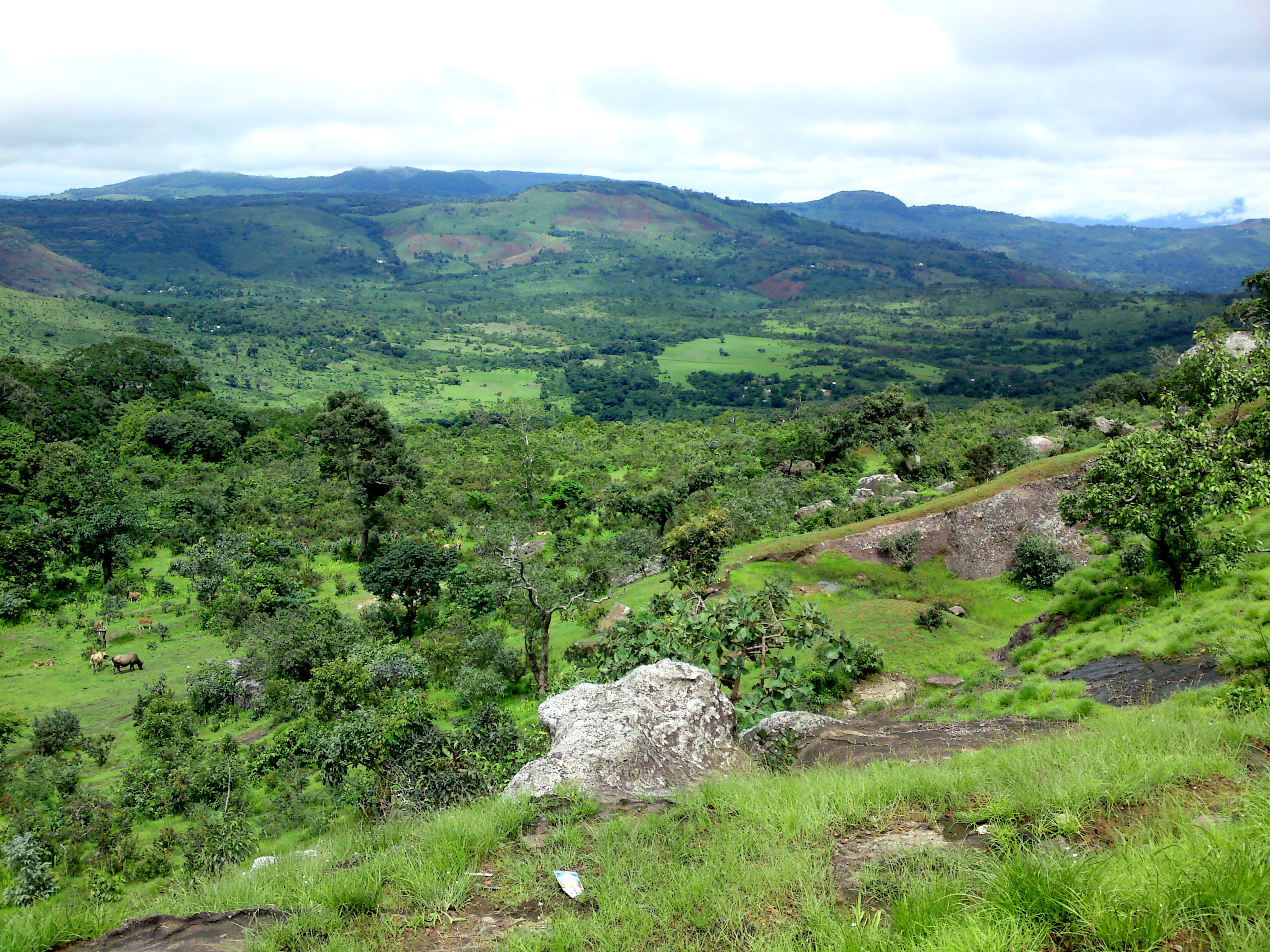
Montagnes du Fouta
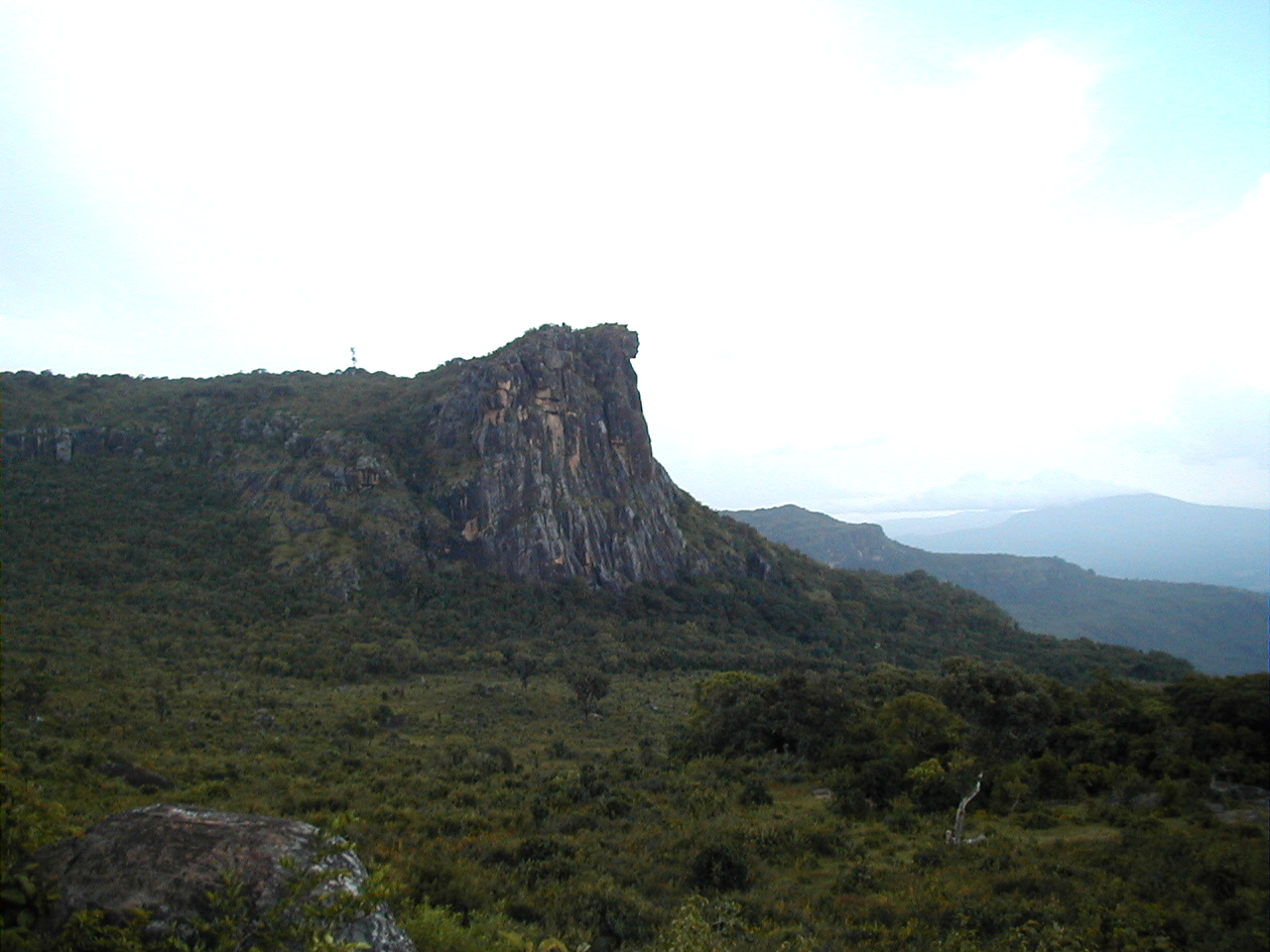
Dame de Mali (Mont Loura)

## Monnaie
Sur le territoire de la république de Guinée, la devise ayant cours depuis 1960 est le franc guinéen. Cette devise n'a cours dans aucun autre pays, mais est échangeable auprès de changeurs exerçant à proximité des frontières, avec les devises ayant cours dans les pays riverains, franc CFA, dollar libérien, leone de Sierra Leone et également avec l'euro et le dollar. La banque centrale de Guinée permet également le change, mais à des taux peu intéressants et uniquement à Conakry.

## Commerce extérieur

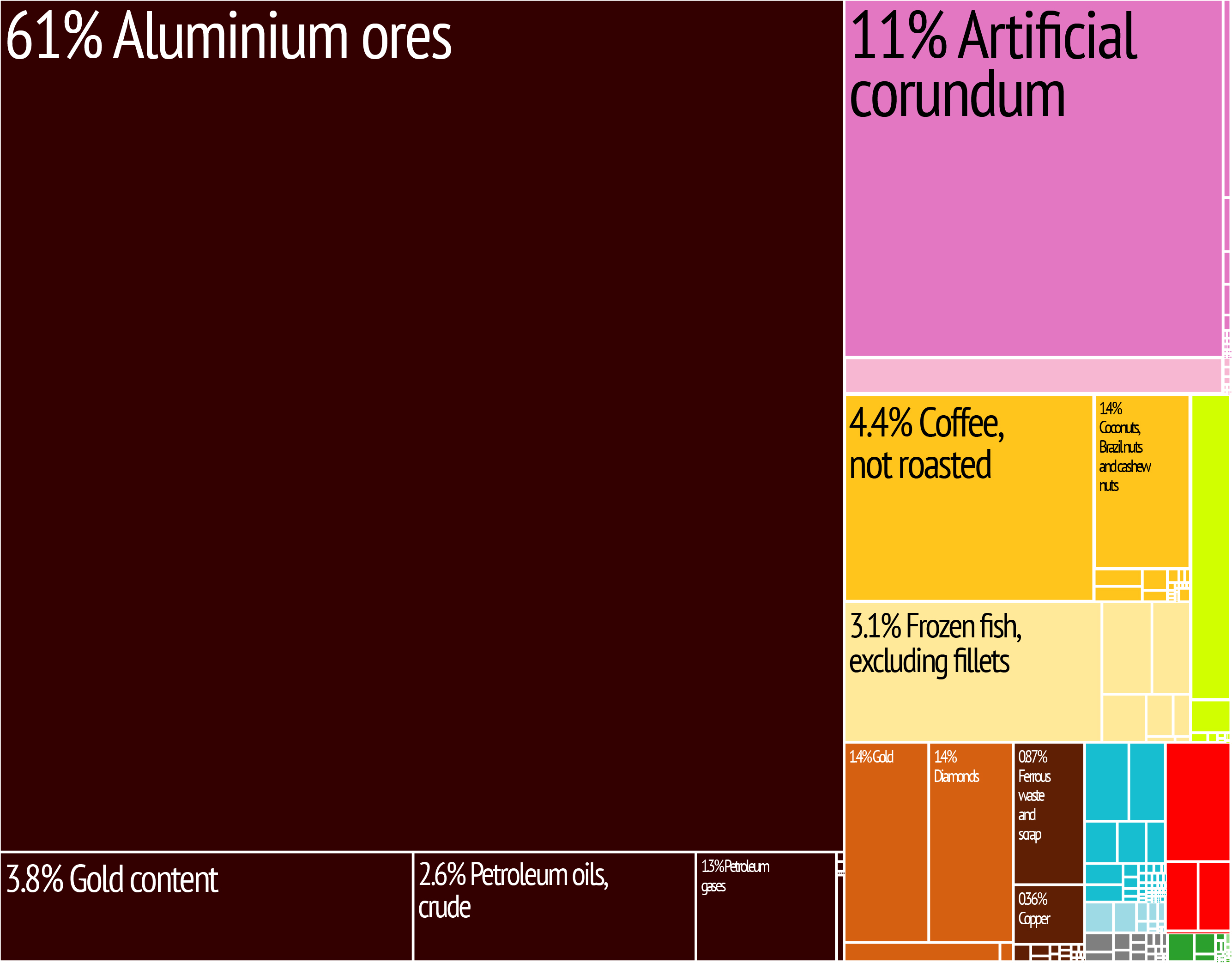
Treemap représentant les exportations de la Guinée en 2009.

Les exportations représentaient, en 1988, 548 millions de US$ dont 93 % pour les produits miniers, et le reste pour les produits agricoles, principalement le café (17 millions de US$). Les importations de produits alimentaires concernent principalement le riz, la farine de blé, l'huile et le sucre.

## Télécommunication
- Lignes téléphoniques : 40 000 (en 2004)
- Téléphones portables : 2 455 618 (en 2005)
- Utilisateurs d'Internet : 15 000 (en 2002)
- Nombre de fournisseurs d'accès Internet : 3 (en 2004), 4 (en 2001)
- Nombre de fournisseurs d’internet Résidentielles: 2 ( Mouna et Orange)

## Transport
- Transport aérien : Compagnie nationale Air Guinée ; Aéroport international de Conakry-Gbessia (288 000 passagers en 1998).
- Port de Conakry : port de commerce de Benty, port minéralier de Kamsar (bauxite) ;
- Voies ferrées : 1 086 km
360 km en 2006
- Routes : 30 500 km (dont 533 km goudronnés) (en 1996)
- Voies navigables : 1 295 km
- Nombre d'aéroports : 15 (dont 5 avec des pistes goudronnées) (en 2000)